# Kulturpersonlighet
Kulturpersonlighet, eller kulturperson, är ett informellt begrepp som brukar användas i positiv bemärkelse om personer verksamma inom kultur eller konst.
Begreppet kan i vid bemärkelse avse alla sådana personer, men även oftare i snävare bemärkelse de som av användaren anses som de mest framstående och/eller inflytelserika.
Personer som är verksamma inom andra områden, så som näringslivet eller politiken, kallas även ibland kulturpersonligheter om de verkat för att stödja kultur eller konst ekonomiskt eller på andra sätt.